# Ингерманланд (линейный корабль, 1752)
«Ингерманланд» — парусный линейный корабль Балтийского флота Российской империи, один из кораблей типа «Слава России». Находился в составе флота с 1752 по 1765 год, принимал участие в Семилетней войне, в том числе в блокаде пролива Зунд и осаде Кольберга, а по окончании службы был разобран.

## Описание судна
Представитель серии парусных двухдечных линейных кораблей типа «Слава России», самой многочисленной и одной из самых удачных серий линейных кораблей Российского императорского флота. Корабли этой серии строились с 1733 по 1774 год на верфях Санкт-Петербурга и Архангельска и принимали участие во всех плаваниях и боевых действиях российского флота в период с 1734 по 1790 год. Всего в рамках серии было построено 58 линейных кораблей. Все корабли серии обладали высокими мореходными качествами, хорошей маневренностью и остойчивостью.
Водоизмещение корабля составляло 1200 тонн, длина по сведениям из различных источников от 46,5 до 47,4 метра, ширина от 12,3 до 12,65 метра, а осадка от 5,4 до 5,48 метра. Вооружение судна составляли 66 орудий, включавшие двадцатичетырёх-, двенадцати- и шестифунтовые пушки, а экипаж состоял из 600 человек. Скорость судна при свежем ветре могла достигать восьми узлов.
Корабль был назван в честь земель, расположенных в устье Невы и известных под названием Ингерманландии, которые были отвоёваны у шведов в начале Северной войны. Третий корабль в составе Российского императорского флота и второй корабль типа «Слава России» с таким именем.

## История службы
Линейный корабль «Ингерманланд» был заложен на Соломбальской верфи 4 (15) июня 1751 года и после спуска на воду 30 апреля (11 мая) 1752 года вошёл в состав Балтийского флота России. Строительство вёл кораблестроитель Александр Сютерланд. С июля по август 1752 года корабль совершил переход из Архангельска в Кронштадт после чего до 1757 года всё время находился в Кронштадтской гавани и не вооружался.
Принимал участие  в Семилетней войне. В кампанию 1757 года был включен в состав эскадры под командованием адмирала З. Д. Мишукова, которая 31 мая (11 июня) вышла из Кронштадта для блокады побережья Пруссии, и 4 (15) июля пришёл с ней на Данцигский рейд. 19 (30) июля отделился от эскадры и до 6 (17) августа с отрядом ушёл в крейсерское плавание к Пиллау, целью которого было наблюдение за судами неприятельского флота, после чего вернулся на Данцигский рейд к остальным кораблям флота. 8 (19) августа в составе эскадры ушёл в плавание к берегам Швеции, однако 13 (24) августа на корабле открылась течь, и он вынужден был уйти на ремонт в Ревель. 4 (15) сентября того же года корабль вернулся в Кронштадт.
В кампанию 1758 года 2 (13) июля ушёл из Кронштадта в крейсерское плавание и 9 (20) июля у Копенгагена присоединился к объединённому русско-шведскому флоту, в составе которого до 28 августа (8 сентября) принимал участие в блокаде пролива Зунд. Блокада осуществлялась с целью недопущения английского флота в Балтийское море. В кампанию следующего 1759 года находился в составе кронштадтской эскадры, которая с июля по сентябрь перевозила русские войска из Кронштадта в Данциг.
Во время кампаний 1760 и 1761 годов принимал участие в действиях русских войск и флота под Кольбергом. 25 июля (5 августа) вышел из Кронштадта к Кольбергу в составе перевозившей русские войска эскадры, однако 12 (23) августа на корабле треснула фок-мачта, и он вынужден был уйти на ремонт в Ревель. После замены мачты 25 августа (5 сентября) покинул Ревельский порт, к 5 (16) сентября прибыл к Кольбергу и присоединился к остальным кораблям флота.  С 10 (21) сентября по 28 сентября (9 октября) принимал участие в транспортировке войск обратно от Кольберга в Кронштадт. 13 (24) июня 1761 года вышел из Кронштадта по направлению к Кольбергу с войсками на борту, 19 (30) июля у мыса Рюгенвальде принимал участие в операции по высадке десанта русских войск, после чего присоединился к морской блокаде Кольберга. 28 сентября (9 октября) из-за начавшихся штормов в составе флота ушёл от Кольберга в море, а 14 (25) октября прибыл в Кронштадт. В кампанию 1762 года находился в составе эскадры, которая с июля по сентябрь перевозила из Пиллау в Кронштадт больных, раненых и армейское имущество.
По окончании службы в 1765 году корабль «Ингерманланд» был разобран в Кронштадте.

## Командиры корабля
Командирами линейного корабля «Ингерманланд» в разное время служили:
- капитан 3-го ранга А. Озеров (1752 год)[10];
- капитан 2-го ранга И. М. Пущин (1757 год)[11];
- капитан 3-го ранга М. Б. Лебядников (1758 год)[12];
- капитан 3-го ранга Г. А. Нечаев (1759 год)[8];
- капитан 2-го ранга М. Б. Лебядников (1760 и 1761 годы)[12];
- капитан 2-го ранга В. И. Сабуров (1762 года)[13].

### Комментарии
1. ↑  Также в серию входили два корабля «Северный Орёл» 1735 и 1763 годов постройки, два корабля «Ревель» 1735 и 1756 годов постройки, два корабля «Святой Пётр» 1741 (до 6 (17) декабря 1741 года назвался «Иоанн») и 1760 годов постройки, два корабля «Полтава» 1743 и 1754 годов постройки, два корабля «Святой Александр Невский» 1749 и 1762 годов постройки, два корабля «Москва» 1750 и 1760 годов постройки, корабли «Слава России» (головной корабль серии), «Основание Благополучия», «Леферм», «Счастие» (до 6 (17) декабря 1741 года назвался «Генералиссимус Российский»), «Благополучие» (до 6 (17) декабря 1741 года назвался «Правительница Российская»), «Екатерина», «Фридемакер», «Лесное», «Архангел Рафаил», «Святая великомученица Варвара», «Святой Сергий», «Святой Иоанн Златоуст» (в 1751 году был переименован в «Святой Иоанн Златоуст второй» в связи с постройкой одноимённого 80-пушечного корабля), «Архангел Гавриил», «Архангел Уриил», «Наталия», «Астрахань», «Рафаил», «Святой Иаков», «Не тронь меня», «Евстафий Плакида», «Святой Иануарий», «Саратов», «Тверь», «Трёх Иерархов», «Трёх святителей», «Европа», «Всеволод», «Ростислав», «Святой Георгий Победоносец», «Граф Орлов», «Память Евстафия», «Победа», «Виктор», «Вячеслав», «Дмитрий Донской», «Мироносиц», «Святой князь Владимир», «Александр Невский», «Борис и Глеб», «Преслава», «Дерись», «Ингерманландия», «Спиридон», корабль «Ингерманланд» 1735 года постройки и один корабль без названия 1758 года постройки.
2. ↑  155 футов 6 дюймов.
3. ↑  41 фут 6 дюймов.
4. ↑  18 футов.